# Dabravine
Dabravine (en cyrillique : Дабравине) est un village de Bosnie-Herzégovine. Il est situé dans la municipalité de Vareš, dans le canton de Zenica-Doboj et dans la fédération de Bosnie-et-Herzégovine. Selon les premiers résultats du recensement bosnien de 2013, il compte 329 habitants.

## Géographie
Le village est situé à la confluence de la Žalja et de la Stavnja, un affluent droit de la Bosna.

## Histoire
Sur le territoire de Dabravine se trouve un site archéologique dont les découvertes remontent à l'âge du bronze et à l'Antiquité tardive ; il est inscrit sur la liste des monuments nationaux de Bosnie-Herzégovine.

## Démographie

### Évolution historique de la population dans la localité
| 1948 | 1953 | 1961 | 1971 | 1981 | 1991 | 2013 |
| ---- | ---- | ---- | ---- | ---- | ---- | ---- |
| -    | -    | 219  | 314  | 399  | 434  | 329  |

|  |

### Communauté locale
En 1991, la communauté locale de Dabravine comptait 1 773 habitants, répartis de la manière suivante :